# Serie C 1954-1955 (pallacanestro maschile)
Il campionato di Serie C di pallacanestro maschile 1954-1955 è stato il settimo organizzato nel secondo dopoguerra in Italia.
Si tratta di un torneo a carattere interregionale, composto da 127 squadre ripartite in 16 gironi. Saranno ammesse alla Serie B anno 1955-56 (nuovo ordinamento), 14 squadre fra le prime 16 classificate di ciascun girone eliminatorio. Dette 14 squadre saranno le prime tre classificate di ciascun dei quattro gironi della II fase semifinale, nonché due fra le quattro quarte classificate di detta fase che saranno designate a seguito di un concentramento successivo. Saranno ammesse al campionato di Serie C 64 squadre e cioè: due delle prime classificate dei gironi eliminatori non qualificatesi per la Serie B 1955-56 (nuovo ordinamento), le 16 seconde, terze e quarte classificate dei gironi eliminatori, nonché 14 tra le 16 quinte classificate di detta fase. Queste 16 quinte classificate saranno raggruppate in quattro concentramenti. Le prime tre di ciascun concentramento saranno ammesse alla nuova Serie C le altre due saranno designate a seguito di nuovo concentramento tra le 4 quarte. Tutte le altre avranno diritto a partecipare al campionato di Promozione 1955-56

## Stagione regolare

### Girone A
Squadre partecipanti: Onda Pavia; Virtus Pavia; Pro Vercelli; CRAL Tosi Legnano; Pallacanestro Pavia B; CRAL Corsera Milano; Pirelli; Olivetti.
L'Onda Pavia viene ammessa alla finale interzona

### Girone B

#### Classifica
|  |    | Classifica finale 1954-1955 | Pt | G  | V  | N | P  | PtF | PtS |
|  | -- | --------------------------- | -- | -- | -- | - | -- | --- | --- |
|  | 1. | Montecatini Ferrara         | 22 | 14 | 11 | 0 | 3  | 665 | 562 |
|  | 2. | Emiliana Reggio Emilia      | 21 | 14 | 10 | 1 | 3  | 724 | 527 |
|  | 3. | CUS Modena                  | 21 | 14 | 10 | 1 | 3  | 672 | 605 |
|  | 4. | Virtus Minganti Bologna 2   | 14 | 14 | 7  | 0 | 7  | 554 | 524 |
|  | 5. | Libertas Cremona            | 12 | 14 | 5  | 2 | 7  | 570 | 594 |
|  | 6. | CUS Parma                   | 10 | 14 | 5  | 0 | 9  | 651 | 697 |
|  | 7. | Olimpia Piacenza            | 6  | 14 | 3  | 0 | 10 | 502 | 601 |
|  | 8. | La Patria Carpi             | 6  | 14 | 3  | 0 | 10 | 504 | 732 |

- La Montecatini Ferrara è ammessa alla finale interzona

### Girone C
Squadre partecipanti: Lancia Bolzano; Libertas Vicenza; Lanerossi Schio; Fulgor Thiene; Libertas Bolzano; DL Ferr. Bolzano; Isomoto; Bassano.
- La Libertas Vicenza  è ammessa alle finali interzona

### Girone D
Squadre partecipanti; Reyer Venezia B; Petrarca Padova; Bertolo S. Martino; Enel Belluno; 51º Stormo; APU Udine; Zorutti. 
- La APU Udine  è ammessa alle finali interzona

### Girone E
Squadre partecipanti: Don Bosco Trieste; Acegat Trieste; US Muggesana; CRDA Monfalcone; CRDA Trieste; Straccis Gorizia; Ginnastica Triestina B; N.Sauro.
- Il Don Bosco Trieste  è ammesso alle finali interzona

### Girone F
Squadre partecipanti: CUS Genova; Libertas Asti; US Maurina; Ospedaletti; Sampierdarenese; Cestistica Savonese; Sanremo; Ardita.
- Il CUS Genova  è ammesso alla finali interzona

### Girone G
Squadre partecipanti: PG Frassati Bondeno; Fulgor Forlì; Virtus Imola; Renato Serra Cesena; Libertas Forlì; Libertas Rimini; CUS Ferrara; Robur Lugo di Romagna.
- La Virtus Imola  è ammessa alle finali interzona

### Girone H
Squadre partecipanti: Falchi Rossi Viareggio; Virtus Genova; Libertas Spezia; Shell Spezia; G.Landini Lerici; S. Margherita Ligure; Virtus Carrara; Libertas Viareggio.
- La Libertas Spezia  è ammessa alle finali interzona

### Girone I
Squadre partecipanti: Libertas Pistoia; CUS Pisa; U.S. Piombino; Amatori Carrara; S.Carlo Solvay; Atlet. Montecatini; Libertas Pisa; Virtus Lucca; 
- Il CUS Pisa  è ammesso alle finali interzona

### Girone L
Squadre partecipanti: Juve Pontedera; Libertas Perugia; Mens Sana Siena; Virtus Siena; CUS Perugia; Vigor Campi Bisenzio; Affrico Firenze; UISP Castelfiorentino.
Classifica finale: Cus Perugia 21, Mens Sana 20, Vigor Campi Bisenzio 20, Pontedera 12, Castelfiorentino 12, Libertas Perugia 11, Affrico 8, Virtus Siena 8
- Il CUS Perugia  è ammesso alle finali interzona

### Girone M
Squadre partecipanti: Culturale Edera Macerata; D'Alessandro Teramo; Robur Spoleto; Polis. Rosetana; Sangiorgese; CSI Foligno; L'Aquila Rugby; A.S. Jesi.
- La Polisp. Rosetana  è ammessa alle finali interzona

### Girone N
Squadre partecipanti: Ex Alunni Massimo Roma; Taurus Roma; Narnese; Orvietana; CUS Roma; Ginnastica Latina; GS PTT Roma; A.S. Roma;
- L'Ex Alunni Massimo Roma  è ammesso alle finali interzona

### Girone O
Squadre partecipanti: Libertas Maddaloni; CCC Napoli; Libertas Scauri; Libertas Formia; BPD Colleferro; Juve Caserta; Ass. Polis. Puteolana; Frosinone.
- Il CCC Napoli  è ammesso alle finali interzona

### Girone P
Squadre partecipanti: Libertas Russo Foggia; Fiamma Salerno; Pallacanestro Scafatese; Marigliano; Folgore Nocera; Cestistica Foggia; Libertas Benevento; Scandone Avellino.
- La Libertas Benevento  è ammessa alle finali interzona

### Girone Q

#### Classifica
|  |    | Classifica finale 1954-1955 | Pt | G  | V  | N | P | PtF | PtS |
|  | -- | --------------------------- | -- | -- | -- | - | - | --- | --- |
|  | 1. | Libertas Taranto            | 24 | 14 | 12 | 0 | 2 | 614 | 499 |
|  | 2. | Angiulli Bari               | 18 | 14 | 9  | 0 | 5 | 700 | 611 |
|  | 3. | Libertas Trani              | 17 | 14 | 8  | 1 | 5 | 545 | 551 |
|  | 4. | Libertas Bari               | 14 | 14 | 7  | 0 | 7 | 571 | 547 |
|  | 5. | Scalfaro Catanzaro          | 12 | 14 | 6  | 0 | 8 | 521 | 512 |
|  | 5. | Indomita Cosenza            | 12 | 14 | 6  | 0 | 8 | 530 | 589 |
|  | 7. | Ariani Cisternino           | 10 | 14 | 5  | 0 | 9 | 426 | 519 |
|  | 8. | Olimpia Basket Matera       | 7  | 14 | 3  | 1 | 9 | 520 | 582 |

### Girone R
Squadre partecipanti: CUS Palermo; Agrigento; CUS Messina; Fiamma Messina; S.C. Giarre; C.S.I. Palmi.
- Il CUS Messina  è ammesso alle finali interzona

## Poule Promozione Interzona

### Girone A

#### Classifica
|  |    | Classifica finale 1954-1955 | Pt | G | V | N | P | PtF | PtS |
|  | -- | --------------------------- | -- | - | - | - | - | --- | --- |
|  | 1. | CUS Pisa                    | 10 | 6 | 5 | 0 | 1 | 294 | 247 |
|  | 2. | Libertas La Spezia          | 5  | 6 | 2 | 1 | 3 | 265 | 276 |
|  | 3. | CUS Genova                  | 5  | 6 | 2 | 1 | 3 | 252 | 264 |
|  | 4. | Onda Pavia                  | 5  | 6 | 2 | 0 | 4 | 299 | 323 |

#### Risultati
| Risultati          | PIS   | SPE   | GEN   | PAV   |
| ------------------ | ----- | ----- | ----- | ----- |
| CUS Pisa           |       | 50-34 | 51-38 | 51-44 |
| Libertas La Spezia | 40-51 |       | 35-30 | 58-38 |
| CUS Genova         | 45-36 | 39-39 |       | 61-53 |
| Onda Pavia         | 46-55 | 68-59 | 50-39 |       |

### Girone B

#### Classifica
|  |    | Classifica finale 1954-1955 | Pt | G | V | N | P | PtF | PtS |
|  | -- | --------------------------- | -- | - | - | - | - | --- | --- |
|  | 1. | Don Bosco Trieste           |    | 6 |   |   |   |     |     |
|  | 2. | APU Udine                   |    | 6 |   |   |   |     |     |
|  | 3. | Montecatini Ferrara         |    | 6 |   |   |   |     |     |
|  | 4. | Libertas Vicenza            |    | 6 |   |   |   |     |     |

#### Risultati
| Risultati           | TRI   | VIC   | UDI   | FER   |
| ------------------- | ----- | ----- | ----- | ----- |
| Don Bosco Trieste   |       | 51-29 | 57-51 | -     |
| Libertas Vicenza    | 56-72 |       | 51-54 | 39-54 |
| Udinese             | 58-62 | -     |       | 60-36 |
| Montecatini Ferrara | 61-68 | 47-48 | -     |       |

### Girone C

#### Classifica
|  |    | Classifica finale 1954-1955 | Pt | G | V | N | P | PtF | PtS |
|  | -- | --------------------------- | -- | - | - | - | - | --- | --- |
|  | 1. | Ex Massimo Roma             | 10 | 6 | 5 | 0 | 1 | 427 | 323 |
|  | 2. | Cestistica Rosetana         | 6  | 6 | 3 | 0 | 3 | 379 | 370 |
|  | 3. | CUS Perugia                 | 4  | 6 | 2 | 0 | 4 | 274 | 346 |
|  | 4. | Virtus Imola                | 4  | 6 | 2 | 0 | 4 | 302 | 343 |

#### Risultati
| Risultati           | ROM   | ROS   | PER   | IMO   |
| ------------------- | ----- | ----- | ----- | ----- |
| Ex Massimo Roma     |       | 72-62 | 89-44 | 77-35 |
| Cestistica Rosetana | 64-77 |       | 78-57 | 57-45 |
| CUS Perugia         | 51-59 | 43-41 |       | 41-43 |
| Virtus Imola        | 67-53 | 76-77 | 36-38 |       |

### Girone D

#### Classifica
|  |    | Classifica finale 1954-1955 | Pt | G | V | N | P | PtF | PtS |
|  | -- | --------------------------- | -- | - | - | - | - | --- | --- |
|  | 1. | CUS Messina                 | 9  | 6 | 4 | 1 | 1 | 332 | 272 |
|  | 2. | CCC Napoli                  | 8  | 6 | 4 | 0 | 2 | 272 | 245 |
|  | 3. | Libertas Taranto            | 7  | 6 | 3 | 1 | 2 | 237 | 246 |
|  | 4. | Libertas Benevento          | 0  | 6 | 0 | 0 | 6 | 210 | 288 |

#### Risultati
| Risultati          | MES   | TAR   | NAP   | BEN   |
| ------------------ | ----- | ----- | ----- | ----- |
| CUS Messina        |       | 62-51 | 60-43 | 82-39 |
| Libertas Taranto   | 42-42 |       | 40-34 | 29-20 |
| CCC Napoli         | 54-39 | 51-35 |       | 42-28 |
| Libertas Benevento | 43-47 | 37-40 | 43-48 |       |

### Semifinali
| Napoli 21 maggio 1955 | CUS Pisa | 59 – 45 | CUS Messina |  |

| Napoli 21 maggio 1955 | Ex Massimo Roma | 84 – 74 | Don Bosco Trieste |  |

### Finale per il 1º - 2º posto
| Napoli 22 maggio 1955 | Ex Massimo Roma | 66 – 47 | CUS Pisa |  |

### Finale per il 3º - 4º posto
| Napoli 22 maggio 1955 | CUS Messina | 53 – 42 | Don Bosco Trieste |  |

## Verdetti
- L'Ex Massimo Roma vince il titolo italiano di Serie C
- * Vengono promosse nella nuova Serie B tutte le squadre partecipanti alle finali interzona
  -     - Vengono inoltre ripescate il CRAL Tosi Legnano e il CUS Modena